# Spilosoma turensis
Spilosoma turensis är en fjärilsart som beskrevs av Ersch. 1874. Spilosoma turensis ingår i släktet Spilosoma och familjen björnspinnare. Inga underarter finns listade i Catalogue of Life.